# いいづなリゾートスキー場

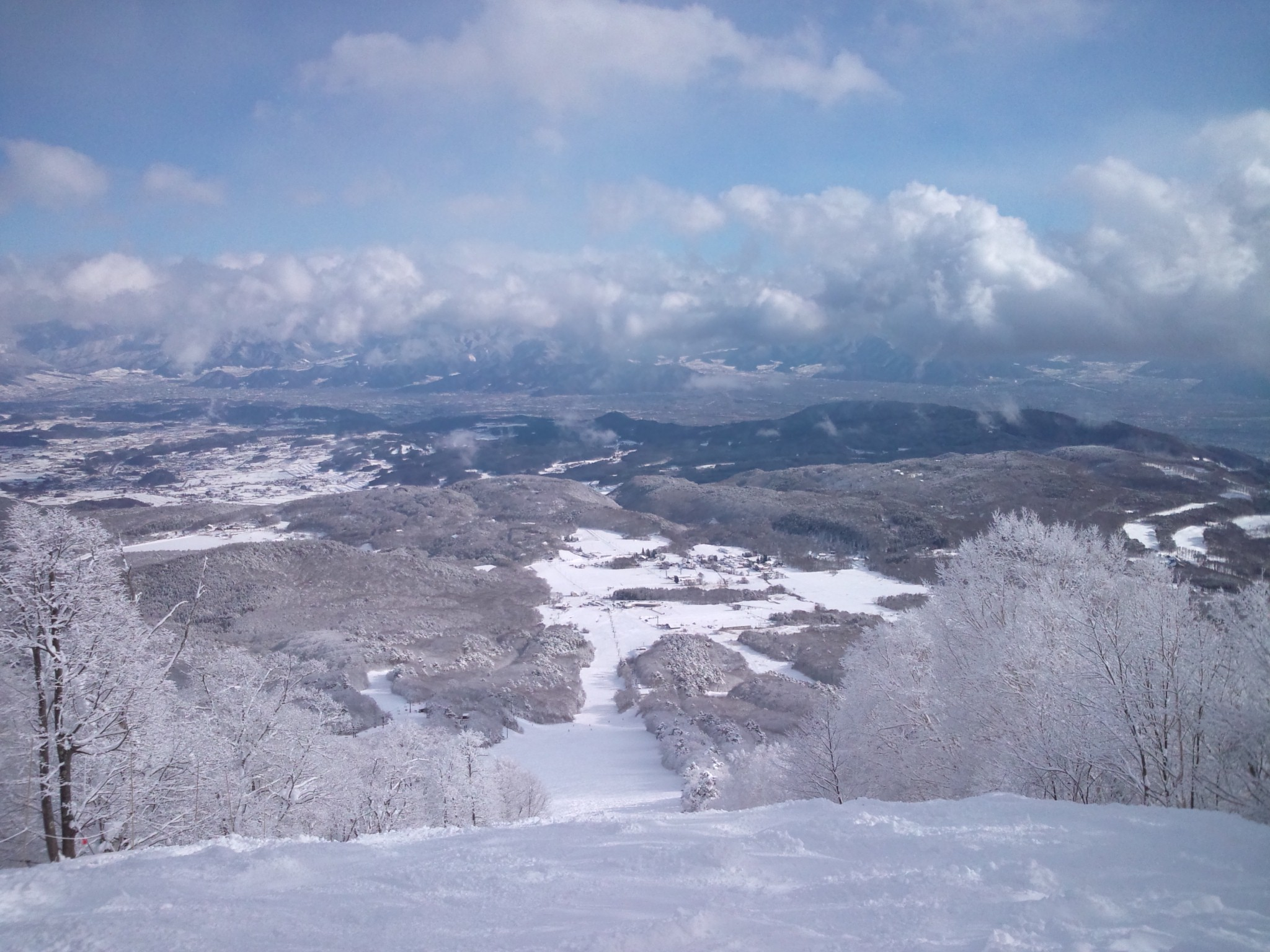
ゲレンデ

いいづなリゾートスキー場（いいづなリゾートスキーじょう）は、長野県上水内郡飯綱町にあるスキー場。
北信五岳のひとつ飯縄山の支峰である霊仙寺山の東斜面に開かれており、長野市の市街地からも近く、初心者から上級者まで楽しめるコースを持つスキー場である。

## 年譜
- 1981年 - 国設飯綱リゾートスキー場として開設。
- 1990年 - 設備リニューアル（クワッドリフト架け替え、ナイター導入、プラザオーロラ完成）、第三セクターの飯綱リゾート開発株式会社による管理運営になる。
- 2009年 - 飯綱リゾート開発が9億7000万円の負債を抱え特別清算。スキー場の運営は飯綱東高原観光開発合同会社に移る。
- 2018年 - 飯綱東高原開発が運営から撤退。スキー場を所有していた飯綱町が公募型売却を実施し、ファースト・パシフィック・キャピタルに売却（スキー場、ゴルフ場及び周辺別荘公園など含む）。

## コース
- 飯縄山の東斜面に位置しており南日、西日が当たらないために雪質は良い。ただしもともと降雪量がそれほど多くない地域であり、地球温暖化による雪不足に悩まされる年もある。
- 上部が上級、下部が初級、中間部分が中級者コースとなり、600メートルの標高差を存分に楽しむことができる。特にセンターのコースは幅が150メートル以上あり、クルージングを楽しむことができる[1]。
- 5基のリフトが設置されていたが、現在は3基となっている。しかし全エリアを3基でカバーできている。そのうち第1クワットリフトは1700メートル以上と長く、これ1本でゲレンデの6割のエリアを滑ることができる。
- ナイターのエリアが広く（滑走最大距離は長野北信エリア最大長である2000メートル）また、夜の10時まで営業しているため、ナイター時間も、仕事を終えた長野市民でにぎわう。
- 動く歩道が設置されたキッズパークを備えている。
- 見晴らしの良い頂上付近にモーグル専用コースがある。
- ハーフパイプ、スノーボードパークなどを完備している。
- 天気が良ければ野尻湖から志賀高原、四阿山や根子岳、浅間山、富士山も望見可。また眼下には霊仙寺湖が見える。
- リフト脇には熊棚が見られることもある。
- 霊仙寺湖のほとりにある温泉施設、牟礼温泉天狗の館と提携している。
- 2019シーズンより新会社による運営が開始。雪不足解消を狙ったスノーマシンの更新および増強（2018年実施済み）や搬器の更新、プラザオーロラのリニューアルを予定している。

## パーク
- ハーフパイプ
- キッカー
- レール
- ウェーブ

## リフト券
- シーズン券
- 1日券
- ナイター券
- 4時間半券

## アクセス
- 上信越自動車道：須坂長野東IC、信濃町IC、長野インターチェンジ
  - 長野市内から浅川ループラインを使い約30分。
- 東日本旅客鉄道：北陸新幹線、信越本線長野駅（バス）